# Rio Iquê
O rio Iquê é um curso de água que nasce no estado de Rondônia, Brasil e segue para o Mato Grosso. É afluente do rio Juruena.